# Teatro della Cooperativa
L'Associazione Culturale Teatro della Cooperativa è un'associazione culturale milanese. 
Fondata a Niguarda, nella periferia nord di Milano, alla fine del 2001 dal regista e attore Renato Sarti, già collaboratore del Piccolo Teatro con Giorgio Strehler e del Teatro dell'Elfo di Milano, l'associazione ha avviato un progetto di riqualificazione culturale della periferia attraverso lo sviluppo di un centro di produzione e promozione teatrale.

## Attività
L'associazione gestisce il teatro omonimo grazie al sostegno di Abitare Società Cooperativa che è proprietaria della sala che conta centottantanove posti. L'attività  di sala ha visto l'alternarsi di personaggi noti e giovani compagnie di ricerca, è affiancata un'attività di formazione attraverso laboratori e workshop. Ha prodotto decine di spettacoli rappresentati sia nella sala autogestita che in tour itineranti che hanno toccato varie città italiana. Nelle sue produzioni affronta temi quali il recupero della memoria storica e la valorizzazione della multiculturalità. Per queste caratteristiche il Teatro della Cooperativa vince il Premio Hystrio - Provincia di Milano nel 2006.

### Produzioni
- Trilogia del benessere - testo e regia Renato Sarti, con Rossana Mola e Giorgio Ganzerli.[2]
- Nome di battaglia Lia - testo dedicato al fondamentale ruolo svolto dalle donne durante la Resistenza e in particolare alla figura eroica di Gina Galeotti Bianchi assassinata, incinta di otto mesi, dai nazisti, proprio a Niguarda, il giorno prima della Liberazione.[3]
- I me ciamava per nome: 44.787 - Risiera di San Sabba - testo e regia Renato Sarti. Spettacolo sul campo di sterminio nazista in Italia munito di forno crematorio. Al debutto del 1996/97 al Teatro di Porta Romana, lo spettacolo è stato ospitato in differenti città tra cui Roma (Teatro India), Venezia (Teatro Goldoni), Trieste (Teatro Rossetti).[4] Patrocinato dal presidente della Repubblica ed il sostegno di molte associazioni tra cui ANED e ANPI.
- Mai Morti - con Bebo Storti - spettacolo, prodotto dal Teatro dell'Elfo. Mai Morti era il nome di uno dei più terribili battaglioni della Decima Mas: a questa formazione e al magma di inquietudine del pianeta fascista, il protagonista guarda con delirante nostalgia, ripercorrendo episodi della nostra storia recente, dal Ventennio fino ai giorni nostri.[5]
- La nave fantasma - scritto da Sarti con il giornalista de La Repubblica Giovanni Maria Bellu e Bebo Storti, musiche di Carlo Boccadoro, disegni Emanuele Luzzati. Lo spettacolo racconta la tragica vicenda del battello F-174, che, nella notte di Natale del 1996 al largo di Portopalo in Sicilia, andò a picco con 283 migranti, la più grande tragedia del Mediterraneo dalla fine della seconda guerra mondiale. Ha ricevuto il Premio Gassman-Città di Lanciano - Miglior testo italiano 2005 e dopo una lunga tournée è stato ospite nel 2005 del Teatro Greco di Siracusa e del Piccolo Eliseo di Roma.[6]
- Shot - foibe - interpretato da Bebo Storti e Tanja Pecar tratta il delicato tema delle foibe presentato al Mittelfest di Cividale del Friuli[7]
- Ritter, Dene, Voss di Thomas Bernhard, regia di R. Sarti, con Paolo Bessegato, Giorgio Ganzerli e Antonio Rosti.[8]
- Uora vo cunto, ovvero il Re Topo fa alla guerra - di e con Domenico Pugliares, collaborazione al testo e alla regia Sarti.[9]
- Io santo, tu beato - con Bebo Storti e Renato Sarti rispettivamente nei panni di Padre Pio e Pio XII – è una farsa dissacrante che,  attraverso gli elementi tipici della Commedia dell'Arte, mette in evidenza la discrasia tra coloro che all'interno del mondo cristiano operano nel sociale e i vertici della gerarchia ecclesiastica.[10]
- È vietato digiunare in spiaggia. Ritratto di Danilo Dolci di Renato Sarti e Franco Però, regia Franco Però, con Paolo Triestino - prodotto col contributo della Provincia di Trieste, in collaborazione con Teatro Miela e Mittelfest 2007 - spettacolo dedicato, in occasione del Decimo Anniversario della scomparsa, alla figura di Danilo Dolci. Ha aperto la stagione dell'ETI al Teatro Valle di Roma.[11] L'arringa che Piero Calamandrei pronunciò in difesa di Dolci durante il processo del '56  è letta di volta in volta da illustri personalità che si sono distinte nella difesa della Costituzione, della legalità e della Pace. Fra gli altri, il Presidente della Camera Fausto Bertinotti, Gherardo Colombo, Gian Carlo Caselli, Moni Ovadia, Omero Antonutti, David Bidussa, Nori Brambilla Pesce, Don Gallo, Nedo Fiano, Carlo Lucarelli, Vincenzo Consolo, Virginio Rognoni, Marco Travaglio e Giuliano Turone.[12]
- Sogno di una notte di mezza estate – di William Shakespeare, traduzione adattamento e regia di Renato Sarti. Nel misterioso e magico mondo della notte del Sogno di una notte di mezza estate confluiscono le realtà, i personaggi e gli immaginari più diversi: Teseo il duca di Atene, Ippolita la Regina delle Amazzoni, rozzi artigiani, giovani cortigiani viziati, strani esseri, fate e folletti capaci di ogni tipo di incantesimo.  La compagnia diretta da Renato Sarti, si compone di diciotto attori (di cui quasi un terzo stranieri), due terzi donne e sette diplomati presso la Civica Scuola di Arte Drammatica Paolo Grassi.
- Muri – prima e dopo Basaglia – testo e regia di Renato Sarti, finalista al Premio Riccione per il Teatro e presentato in Anteprima Nazionale al Mittelfest di Cividale del Friuli (UD); scritto in occasione dell'entrata in vigore della legge 180 e frutto delle testimonianze di alcune infermiere raccolte presso l'Ospedale Psichiatrico Provinciale di Trieste.[13]
- Servi – testo scritto a quattro mani e frutto della collaborazione tra Renato Sarti (che cura anche la regia) e Marco Rovelli scrittore e musicista (autore già del libro omonimo edito da Feltrinelli). Rovelli (che è anche tra gli interpreti dello spettacolo) ha attraversato negli ultimi anni il nostro paese alla ricerca di storie di clandestini al lavoro, comprendendo la verità di quei corpi che ci servono, ci devono servire, solo messi al lavoro.[14]
- Chicago Boys – testo e regia di Renato Sarti. Lo spettacolo fa riferimento a un gruppo di giovani economisti formatosi negli anni Settanta presso l'Università di Chicago.  Soggetto dello spettacolo è il tema delle privatizzazioni come espressione più deleteria del sistema capitalistico odierno in cui persino le crisi economiche, i disastri e le tragedie più immani sono diventati una buona occasione per fare quattrini e soprattutto per imporre mutamenti strutturali di carattere economico. Il neoliberismo nella sua rincorsa alla mercificazione ha coinvolto anche quei beni inalienabili che da beni di prima necessità sono tragicamente diventati beni di lusso. Interpreti Renato Sarti e Elena Novoselova.[15]
- Showpero regia di Renato Sarti[16]
- La Bottega del Caffè di Chiara Boscaro e Marco Di Stefano da Carlo Goldoni.[17]
- Nudi e crudi regia di Marco Rampoldi con Alessandra Faiella, Max Pisu e Claudio Moneta[18]
- Comedians regia di Renato Sarti con Margherita Antonelli, Alessandra Faiella, Rita Pelusio, Claudia Penoni, Nicoletta Ramorino e Rossana Mola[19]
- Coppia aperta, quasi spalancata di Dario Fo e Franca Rame con Alessandra Faiella[20]
- PROPAGANDA di Chiara Boscaro e Marco Di Stefano[21]. Consulenza storica di Renato Seregni e Giuliano Turone[22]
- Matilde e il tram per San Vittore testo e regia di Renato Sarti, dramaturg Marco Di Stefano. Con Maddalena Crippa, Debora Villa, Rossana Mola.[23]